# Тељио (Сондрио)
Тељио (итал. Teglio) је насеље у Италији у округу Сондрио, региону Ломбардија.
Према процени из 2011. у насељу је живело 1158 становника. Насеље се налази на надморској висини од 870 м.

## Становништво
Према резултатима пописа становништва 2011. у општини је живело 4.654 становника.
| 1931. | 1936. | 1951. | 1961. | 1971. | 1981. | 1991. | 2001. | 2011. |
| ----- | ----- | ----- | ----- | ----- | ----- | ----- | ----- | ----- |
| 6.000 | 5.951 | 5.858 | 5.695 | 5.240 | 5.233 | 5.116 | 4.797 | 4.654 |